# کیجورو شیده‌هارا
کیجورو شیده‌هارا (انگلیسی: Kijūrō Shidehara؛ زاده ۱۳ سپتامبر ۱۸۷۲ – درگذشته ۱۰ مارس ۱۹۵۱) یک سیاست‌مدار اهل ژاپن بود.